# チュギナダック島
チュギナダック島 (英語: Chuginadak Island、アレウト語: Tanax̂ Angunax̂)は、アリューシャン列島のフォー・マウンテンズ諸島最大の島。
フォー・マウンテンズ諸島にはカーライル山、ハーバート山、クリーブランド山、タナ山の4つの活火山があるが、この内クリーブランド山とタナ山はチュギナダック島に存在し、陸繋島を形成している。